# The Truth or Consequences of Delmas Howe
The Truth or Consequences of Delmas Howe è un documentario del 2004 diretto da Matt Sneddon e basato sulla vita del pittore statunitense Delmas Howe.